# Långhedträsket
Långhedträsket är en sjö i Bodens kommun i Norrbotten och ingår i Råneälvens huvudavrinningsområde. Sjön har en area på 0,13 kvadratkilometer och ligger 171,1 meter över havet. Sjön avvattnas av vattendraget Långhedträskbäcken.

## Delavrinningsområde
Långhedträsket ingår i det delavrinningsområde (736229-176072) som SMHI kallar för Mynnar i Mossavikbäcken. Medelhöjden är 187 meter över havet och ytan är 6,04 kvadratkilometer. Det finns inga avrinningsområden uppströms utan avrinningsområdet är högsta punkten. Långhedträskbäcken som avvattnar avrinningsområdet har biflödesordning 4, vilket innebär att vattnet flödar genom totalt 4 vattendrag innan det når havet efter 75 kilometer. Avrinningsområdet består mestadels av skog (74 procent) och sankmarker (13 procent). Avrinningsområdet har 0,13 kvadratkilometer vattenytor vilket ger det en sjöprocent på 2,2 procent.